# Équipe de Tunisie de volley-ball en 1957
L'équipe de Tunisie de volley-ball nouvellement constituée participe pour la première fois à une compétition internationale à l'occasion des Jeux panarabes de 1957 organisés à Beyrouth, où elle domine tous ses adversaires, ne concédant aucun set et remportant la médaille d'or.

## Matchs
| Date         | Lieu     | Adversaire      | Score   | Compétition |
| Octobre 1957 | Beyrouth | Arabie saoudite | 3-0     | JPA         |
| Octobre 1957 | Beyrouth | Syrie           | 3-0     | JPA         |
| Octobre 1957 | Beyrouth | Libye           | 3-0     | JPA         |
| Octobre 1957 | Beyrouth | Liban           | 3-0     | JPA         |
| Octobre 1957 | Beyrouth | Irak            | Forfait | JPA         |

JPA : Jeux panarabes 1957.

## Effectif
- Rachid Bey (Étoile sportive goulettoise)
- Marcel Constantini (Alliance sportive)
- Gérard Bismuth (Association sportive de l'Ariana)
- Gérard Boublil (Alliance sportive)
- Claude Sfez (Union sportive tunisienne)
- Habib Ben Ezzedine (Étoile sportive goulettoise)
- Max Sitruk (Étoile sportive goulettoise)
- Georges (alias Gugus) Cohen (Étoile sportive goulettoise)
- Naceur Ben Slimane Bey (Étoile sportive goulettoise)
- Salah Ben Ezzedine Bey (Club africain)
- Albert (alias Bébert) Allouche (Alliance sportive)
- Roger Fitoussi (Club sportif des cheminots)

Entraîneur : Ernö Henning